# Джозефін (округ, Орегон)
Шаблон:StateAbbr_ 42°22′ пн. ш. 123°34′ зх. д. / 42.36° пн. ш. 123.56° зх. д.
Округ  Джозефін (англ. Josephine County) — округ (графство) у штаті  Орегон, США. Ідентифікатор округу 41033.

## Історія
Округ утворений 1856 року.

## Демографія
За даними перепису 
2000 року 
загальне населення округу становило 75726 осіб, зокрема міського населення було 39136, а сільського — 36590.
Серед мешканців округу чоловіків було 36813, а жінок — 38913. В окрузі було 31000 домогосподарств, 21364 родин, які мешкали в 33239 будинках.
Середній розмір родини становив 2,85.
Віковий розподіл населення поданий у таблиці:
| Стать    | До 15 років | 15-21 | 22-29 | 30-39 | 40-49 | 50-65 | 65-85 | Понад 85 |
| -------- | ----------- | ----- | ----- | ----- | ----- | ----- | ----- | -------- |
| Чоловіки | 7371        | 3203  | 2548  | 4171  | 5476  | 7068  | 6345  | 631      |
| Жінки    | 6887        | 3076  | 2657  | 4463  | 5931  | 7638  | 7057  | 1204     |

## Суміжні округи
- Дуглас — північ
- Джексон — схід
- Сискію, Каліфорнія — південь
- Дель-Норте, Каліфорнія — південний захід
- Каррі — захід

## Виноски
1. ↑  U.S. Decennial Census. United States Census Bureau. Архів оригіналу за 26 квітня 2015. Процитовано 26 лютого 2015.
2. ↑  Historical Census Browser. University of Virginia Library. Архів оригіналу за 30 травня 2019. Процитовано 26 лютого 2015.
3. ↑  Forstall, Richard L., ред. (27 березня 1995). Population of Counties by Decennial Census: 1900 to 1990. United States Census Bureau. Архів оригіналу за 19 лютого 2015. Процитовано 26 лютого 2015.
4. ↑  Census 2000 PHC-T-4. Ranking Tables for Counties: 1990 and 2000 (PDF). United States Census Bureau. 2 квітня 2001. Архів оригіналу (PDF) за 18 грудня 2014. Процитовано 26 лютого 2015.
5. ↑  State & County QuickFacts. United States Census Bureau. Архів оригіналу за 20 червня 2011. Процитовано 15 листопада 2013.(англ.) Наведено за англійською вікіпедією.
6. ↑  American FactFinder. Бюро перепису населення США. Архів оригіналу за 21 травня 2008. Процитовано 31 січня 2008.

| США | Це незавершена стаття з географії США. Ви можете допомогти проєкту, виправивши або дописавши її. |